# الخيط الأبيض (مسلسل)
الخيط الأبيض هو مسلسل سوري تلفزيوني من إنتاج عام 2004، عن عالم الصحافة ودورها في كشف الفساد. إخراج الفنان هيثم حقي وسيناريو وحوار نهاد سيريس.

## بطولة
- جمال سليمان
- جومانا مراد
- هناء نصور
- أسعد فضة
- سليم كلاس
- سيف الدين سبيعي
- عبير شمس الدين
- نبيلة النابلسي
- أحمد رافع